# طمارين أبيض القدم
طمارين أبيض القدم (الأسم العلمي: Saguinus leucopus) هو نوع من أنواع الطمارين المستوطنة في كولومبيا، لونه بُني وفضي مع خطوط باهتة وشبه سفلية متشابكة، وهو مشابه جدًا في مظهره لطمارين قطني الرأس، والذي يفصلهما نهر أتراتو. يُعتقد أن النوعين تباعدا خلال العصر الجليدي، في الوقت الذي احتل فيه نهر أتراتو المنطقة الجغرافية الواقعة بينهما. يعيش طمارين أبيض القدم على الأشجار في مجموعات عائلية صغيرة في الظلة، وتلد الإناث واحدًا إلى ثلاثة صغار بعد فترة حمل تصل إلى 140 يومًا. يحتوي هذا النوع على نطاق صغير نسبيًا ويتعرض لتهديد من تدمير وتفتيت الغابة التي يعيش فيها، وقد قام الاتحاد الدولي لحفظ الطبيعة بتقييم حالة حفظه على أنها «مُهدد بالانقراض».

## التصنيف والتطور
يفترض بعض العلماء، مثل ثورنجتون (1976)، أن طمارين أبيض القدم يرتبط ارتباطًا وثيقًا بـ طمارين قُطني الرأس. تحليلات أخرى قام بها هيرنانديز كاماتشو وكوبر (1976)، ولاحقًا ميترمير وكويمبرا فيلهو في عام 1981، وأخيراً غروفز (2001) مدعوماً بتحليل هانيهارا وناتوريا لمورفولوجيا الأسنان (1987) وعمل سكينر في عام 1991، والتي وجدت تشابهًا كبيرًا بين النوعين، في 16 من أصل 17 سمة مورفولوجية. يتم دعمه أيضًا من خلال الانتقال من الطفل إلى بالغ، حيث تحدث تغيرات لون الفراء وتتشابه بين النوعين. اقترح فيليب هيرشكوفيتز أن الاختلاف بين النوعين حدث في العصر البليستوسيني في ذروة نهر أتراتو، حيث تقاطع مع كاوكا ماجدالينا. في هذا الوقت، كانت المنطقة مغطاة ببحر، مما خلق حاجزًا جغرافيًا تسبب في تباعد بين النوعين من خلال عملية الانتواع متباين الموطن. اليوم، يتم فصل النوعين بشكل أساسي عن طريق نهر أتراتو.

## الوصف
يظهر طمارين أبيض القدم ظهرًا بنيًا فضيًا شاحبًا مع خطوط أخف. الجبهة باللون الخمري. الذيل بني، وأحيانًا يكون مع طرف أبيض. الأقدام واليدين بيضاء أيضًا.. الوجه مكسو قليلاً فقط بالشعر الأبيض. يوجد شعر بني كثيف حول العنق وبين الأذنين. أطرافه الأمامية أقصر من أطرافه الخلفية. حاسة البصر والسمع والشم حادة جدًا. متوسط وزن الذكر البالغ 494 جرامًا، بينما يبلغ متوسط وزن الأنثى البالغة 490 جرامًا. لدى الرئيسيات الأخرى أظافر على كل خانة، لكن لدى طمارين مخالب في جميع الأصابع باستثناء إصبع القدم الكبير.

## السلوك
يستخدم طمارين أبيض القدم غدد ذات رائحة لتمييز أراضيها، وتعيش في مجموعة تضم عائلتها الممتدة من أربعة إلى خمسة عشر فردًا. ويعيش في الأشجار وينشط خلال النهار، كما أنها رشيقة للغاية على الأشجار، وتستخدم الأطراف الأربعة (الرباعية) للمساعدة في التحرك بين الفروع.
يُظهر هذا النوع من الطمارين تكاثر مُتعدد الأزواج، مما يعني أن إحدى الإناث سوف تتزاوج مع أكثر من ذكر. دورة الحمل تصل 130-150 يوما. تلد الإناث واحدًا إلى ثلاثة صغار، وللذكور دور في تربية الصغار وحملهم على ظهورها، فترة النضج تصل من 12-18 شهرًا. تم تسجيل موسمين للولادة، أحدهما بين مايو ويونيو والآخر بين أكتوبر ونوفمبر.

## علم البيئة
يعيش طمارين أبيض القدم في الغابات الاستوائية الجافة، والغابات الاستوائية الرطبة، والغابات الأولية والثانوية. تفضل حواف الغابات، بالقرب من الجداول.
يتكون نظامها الغذائي من الحشرات والفاكهة اللينة والرحيق وإفرازات النباتات والحيوانات المفترسة والزهور.

## حالة الحفظ
تختفي الغابات التي يعيش فيها طمارين أبيض القدم بسرعة، حيث تُستخدم الأرض ما بين قطع الأشجار والتعدين والزراعة وبناء الطرق والسدود. يتناقص عدد الطمارين وتباع بعض الحيوانات في الأسواق المحلية كحيوانات أليفة. نتيجة لهذه العوامل، قام الاتحاد الدولي لحفظ الطبيعة بتقييم حالة حفظ الحيوان على أنه «مُعرض للخطر».